# Franz Kräuter
Franz Kräuter (* 12. Mai 1885 in Temesvukovár, Banat, Königreich Ungarn, Österreich-Ungarn; † 21. März 1969 in Freiburg im Breisgau) war ein rumäniendeutscher Politiker, Doktor der Philologie, Professor an der Katholischen Deutschen Lehrerbildungsanstalt und Abgeordneter im rumänischen Parlament. Er war ein konservativer Politiker und gilt als ein entschiedener Gegner und Kritiker der Anhänger des Nationalsozialismus in Rumänien.
Er ist nicht mit dem ebenfalls rumäniendeutschen Archivar des Bistums Timișoara Franz Kräuter (1920–1986) zu verwechseln.

## Leben

### Familie, Studium und Tätigkeit als Lehrer
Franz Kräuter wurde als Sohn des Kleinbauern Johann Kräuter und dessen Frau Franziska in Temesvukovár geboren. Dort besaßen seine Eltern, die in Niczkyfalva (deutsch Nitzkydorf) lebten, einen Krämerladen und ein Wirtshaus. Franz Kräuter war ein entfernter Verwandter des Erzdechants von Neupanat Johann Kräuter (1884–1953).
Nach seinem Besuch der Mittelschulen am Piaristengymnasium in Timișoara und am Staatsgymnasium in Lugoj, wo er seinen Abschluss erhielt, studierte er Sprachwissenschaften und erwarb im Jahre 1907 an der Budapester Universität den Doktorgrad. Nach seiner Lehramtsprüfung und einem Studienaufenthalt in Paris unterrichtete er von 1908 bis zum Ersten Weltkrieg an verschiedenen Mittelschulen in Budapest, zuletzt als Professor an der Oberrealschule des VIII. Bezirks.
Nach dem Ersten Weltkrieg war das Banat nicht mehr Teil Ungarns und seiner Magyarisierungspolitik. Kräuter setzte sich für das deutschsprachige Schulwesens im Banat ein. Dabei wurde er von dem Bischof des Bistums Csanád Julius Glattfelder bei der Schaffung katholischer deutschsprachiger Schulen unterstützt.
Während seiner Hochzeit im Jahre 1918 lernte Franz Kräuter Augustin Pacha als Onkel seiner Braut und Trauzeugen kennen. Stefan Pacha, Augustin Pachas älterer Bruder, war der Prediger der Eheschließung.

### Eintritt in die Politik
Franz Kräuter wurde 1920 ins Rumänische Abgeordnetenhaus gewählt. Bis zur Gründung der Volksrepublik Rumänien wurde er achtmal in dieser Position bestätigt. Als Abgeordneter konnte Franz Kräuter im selben Jahr die Eröffnung der Katholischen Deutschen Lehrerbildungsanstalt in Timișoara durchsetzen, deren Leitung er selbst im ersten Jahr innehatte. Unter dem Domherrn und späteren Bischof Augustin Pacha wurde Kräuter dessen Berater in Schulfragen, sowie ehrenamtlicher Leiter des katholischen deutschsprachigen Schulwesens der Diözese.
Trotz Widerständen der deutschen und ungarischen Volksgruppen im rumänischen Parlament, wurden 1926 mehrere Bestimmungen erlassen, die eine Rumänisierung des katholischen Schulwesens in Rumänien zum Ziel hatten. Mithilfe der katholischen Kirche gelang es Franz Kräuter dem Gesetzgeber zu einem Kompromiss im Konkordatsentwurf zu bewegen. Dadurch wurde die Rumänisierung eines Mädchengymnasiums der Mädchengymnasiums der Arme Schulschwestern Notre Dame und des Piaristengymnasiums in Timișoara hingenommen, in den restlichen Schulen wurde die Muttersprache der Schüler als Unterrichtssprache aber erhalten.
In Anerkennung seiner Erfolge und Bemühungen zur Erhaltung der katholischen deutschsprachigen Schulen wurde Franz Kräuter 1929 vom Papst Pius XI. zum Ritter mit dem Großkreuz des Päpstlichen Silvesterordens ernannt.

### Beginn desWeltanschauungskampfes
Im Jahre 1933 wurde Franz Kräuter von seinem Nachfolger als Leiter der Katholischen Deutschen Lehrerbildungsanstalt Josef Nischbach über deutsch-nationalistische, antisemitische und kirchenfeindliche Propaganda informiert, die einige jüngere Lehrer der Katholischen Deutschen Nationalschulen unter ihren Schülern verbreiteten und Kundgebungen, sowie teils nächtliche Versammlungen mit ihnen veranstalteten.
Da eine Übernahme des deutschsprachigen Schulwesens im Banat durch die Anhänger des Nationalsozialismus drohte und diese vom Deutschen Reich gelenkt worden war, riet der deutsche Generalkonsul Schwager Kräuter zusammen mit dem Bischof Augustin Pacha als Schulträger der katholischen deutschsprachigen Schulen in Rumänien nach Berlin zu fahren und die nationalsozialistische Parteileitung auf die Gefahren aufmerksam zu machen. Eine sich abzeichnende Übernahme hätte die rumänische Regierung veranlasst, die deutschsprachigen Schulen zu schließen.

### Audienz bei Adolf Hitler
Am 8. Februar 1934 fuhren Kräuter und Pacha nach Berlin. Dort trafen sie den Domherrn und Sekretär des Reichsverbandes der Katholischen Auslandsdeutschen Dr. Scherer, der sie mit dem Außenminister des Deutschen Reichs Konstantin von Neurath bekannt machte. Diesen konnten Kräuter und Pacha überzeugen, sodass er sie für eine Audienz beim Reichskanzler Adolf Hitler vormerken ließ.
Der Empfang bei Hitler erfolgte am 22. Februar 1934 in der Reichskanzlei. Während der 20-minütigen Audienz verlangte Hitler zunächst von Kräuter ausführliche Angaben über die Verhältnisse, in denen die Deutschen im Banat leben. Pacha erzählte dem Reichskanzler von der Siedlungsgeschichte der Banater Schwaben und aus welchen Gegenden die Deutschen ins Banat eingewandert waren.
Kräuter und Pacha versuchten den Reichskanzler davon zu überzeugen, die antikirchliche Haltung der Anhänger des Nationalsozialismus in Rumänien zu unterbinden, da sie der Entfaltung der deutschen Kultur nur schade. Hitler stimmte ihren Argumenten zu und versprach, dass er den Fall untersuchen und der Bitte nachkommen würde.
Der Empfang Bischof Pachas wurde daraufhin allerdings von der Deutschen Nachrichtenagentur genutzt, um den Eindruck zu erwecken, dass die nationalsozialistische Regierung nicht gegen die katholische Kirche sei. Die deutsche Presse verbreitete außerdem die Information, Kräuter und Pacha seien nach Berlin gefahren um Hitler zu huldigen. Die Audienz stellte sich als propagandistische Strategie heraus und die Tätigkeit der Anhänger des Nationalsozialismus im Banat wurde nicht eingeschränkt.
In der rumänischen Öffentlichkeit, sowie im Parlament, wurde die Audienz für Kräuter und Pacha negativ aufgenommen. Sie wurden von einigen Abgeordneten, sowie von der rumänischen Presse aufgrund der angeblichen Huldigung kritisiert. Weitere Kritik konnte der rumänische Ministerpräsident Gheorghe Tătărescu unterbinden, der von der Loyalität Kräuters und Pachas gegenüber dem rumänischen Staat überzeugt war.

### Generalinspektor des deutschsprachigen Schulwesens
Ab 1938 wuchs der Einfluss rechtsgerichteter Parteien, sowohl der deutschen Volksgruppe, als auch in ganz Rumänien. Im selben Jahr zog sich Franz Kräuter zunächst auf seinen Lehrstuhl zurück, wurde aber vom rumänischen Unterrichtsminister im Jahre 1939 zum Generalinspektor des deutschen Schulwesens ernannt. In dieser Funktion versuchte er die Schulen als katholische Konfessionsschulen zu erhalten, was ihm jedoch aufgrund des Drucks der deutschen Volksgruppenführung auf die Schulen nur für wenige Schulen gelang.
Am 7. November 1940 kam es mit der Gründung der NSDAP Rumänien zur vollständigen Machtübernahme über die Deutschen im Banat und damit auch über alle deutschen Schulen. Am 21. November 1940 trat Franz Kräuter mit der Begründung, nicht mit den Nationalsozialisten kollaborieren zu wollen, von seinem Posten als Generalinspektor des deutschsprachigen Schulwesens zurück. Er wurde wieder als Lehrer tätig. Angesichts des Lehrermangels unterrichtete er auch nach seinem eigentlichen Ruhestand weiter.

### Deportierung der Rumäniendeutschen
Im August 1944 wurde Rumänien von den sowjetischen Truppen besetzt. Die Kommunisten übernahmen die Kontrolle über das Land. Auf den Befehl Stalins wurde die Verschleppung von Rumäniendeutschen in die Sowjetunion angeordnet.
Franz Kräuter quartierte sich in Bukarest in der Wohnung des Senators Hans Otto Roth ein und versuchte mit einigen anderen rumäniendeutschen Politikern die Deportierung aufzuhalten. Am 14. Januar 1945 überreichte er dem sowjetischen Legationsrat eine Denkschrift, in der er und Hans Otto Roth im Namen der Banater Schwaben und Siebenbürgener Sachsen die Arbeit der Rumäniendeutschen Bevölkerung anbot, wenn sie in der rumänischen Heimat stattfände. Der Antrag wurde abgelehnt.

### Verhaftung und Tod
Nach den Verhaftungen Augustin Pachas, Josef Nischbachs und einiger anderer Geistlicher wurde in der Nacht vom 21. auf den 22. Juli 1951 Franz Kräuter verhaftet. Ihm wurde vorgeworfen, zusammen mit dem Bischof Pacha, Spionage für den Vatikan betrieben zu haben. Außerdem wurde ihm die angebliche Huldigung Adolf Hitlers während des Besuches in Berlin 1934 zum Verhängnis.
Am 14. Januar 1952 wurde er "wegen Hochverrats, im Sinne § 192 des Strafgesetzbuches" zu 25 Jahren Zuchthaus,  "wegen Wirtschaftssabotage" zu 10 Jahren Zuchthaus, sowie zur "Aberkennung der Bürgerrechte" auf 10 Jahre und Beschlagnahme seines "beweglichen und unbeweglichen Vermögens" verurteilt.
Während er seine Untersuchungshaft in Jilava verbracht hatte, wurde er am 9. Februar 1952 von dort in das Zuchthaus von Aiud gebracht. Dort waren einige Geistliche, wie z. B. Franz Kräuters Verwandter Johann Kräuter inhaftiert. Dieser starb dort im Jahre 1953. Vom Herbst 1953 bis zum Herbst 1954 verbrachte Franz Kräuter seine Haft in Ocnele Mari, daraufhin in Pitești und vom 18. April 1955 bis zum 30. April 1959 in Făgăraș. Dort wurde bei ihm Dystrophie und eine mangelhafte Herztätigkeit festgestellt.
Nach Verhandlungen zwischen der Volksrepublik Rumänien und Bundesrepublik Deutschland wurde Kräuter nach Berlin geflogen und zusammen mit den Ordensschwestern Hildegardis Wulff und Patricia Zimmermann, sowie dem Domherrn Josef Nischbach gegen zwei rumänische Spione ausgetauscht und in die Freiheit entlassen. Bis zu seinem Tod lebte er in Freiburg im Breisgau, wo er Bücher über seine Erinnerungen niederschrieb.

## Schriften
- Anklageschrift der Deutschen Einheitsbewegung' <alte Volksgemeinschaft> gegen die NEDR : <Selbsthilfe>. Timişoara 1934
- Erinnerungen aus meiner christlich-demokratischen Dienstzeit, insbesondere aus den Jahren der gegen Christentum und Demokratie hinterhältig und hinterlistig verübten Anschlägen eines Geheimbundes, die im östlichen Teil des Banates gleich nach dem Ende des Ersten Weltkrieges begannen und, in der Bundesrepublik und in Österreich, bis auf den heutigen Tag fortdauern. Kräuter, Freiburg 1967.